# Badenix
Badenix ist eine US-amerikanische Filmkomödie aus dem Jahr 1932 von Lloyd Bacon mit Joe E. Brown und Ginger Rogers in den Hauptrollen. Der Pre-Code-Film wurde von First National Pictures und Warner Bros. produziert.

## Handlung
Joe Holt, Angestellter einer Firma für Schwimmartikel, erfindet einen unsinkbaren Badeanzug. Unglücklicherweise wird er von seinen Kollegen verspottet und von seinem Chef Mr. Armstrong ignoriert. Als er von einem Anwalt benachrichtigt wird, dass er den Besitz seiner Tante erbt, vermutet er einen Streich. Schließlich ist Joe dann doch von der Realität des Erbes überzeugt. Er kündigt und reist nach Kalifornien, nur um herauszufinden, dass der geerbte Besitz wertlos ist. Zu seinem Unmut hat seine Tante verfügt, dass er sich um den jungen Sam Wellington, den Sohn ihrer Dienerin, zu kümmern habe. 
Joe und Sam ziehen nach Santa Catalina, um dort Arbeit zu finden. Kurz vor der Abfahrt der Fähre wird Joe von Alice Brandon angehalten, die ihm erklärt, dass sie im Hause ihres Vaters Tom wohnen werden. Alice hat ihn mit dem bekannten Marathonschwimmer Joe Holt verwechselt, der an einem Rennen in den Gewässern vor Santa Catalina Island teilnehmen soll. Der wasserscheue Joe versucht, das Missverständnis aufzulösen, doch Alice lässt ihn nicht zu Wort kommen. Sie erzählt ihm, dass sie sich von ihrem Freund Ed Dover getrennt habe, der gegen den Schwimmstar antreten wird. Sie fleht Joe an, das Rennen für sie zu gewinnen. 
Der echte Joe Holt wurde zwischenzeitlich als Hochstapler festgenommen. Unterdessen versucht Sam, Joe das Schwimmen beizubringen. Doch erst als er seinen unsinkbaren Badeanzug trägt, stellt sich der Erfolg ein. Joes Versuche, das Rennen ausfallen zu lassen, scheitern. Er muss also teilnehmen und siegt dank dem Anzug und einem Hai, der ihn mit seiner Rückenflosse zieht. Durch seinen Sieg kommt er mit Alice zusammen.

## Produktion

### Hintergrund
Gedreht wurde der Film auf Santa Catalina Island sowie in den Warner-Studios in Burbank.
Die Dreharbeiten dauerten 31 Tage. Das Filmbudget lag bei 223.000 Dollar (2023: 4,966 Millionen Dollar).

### Stab
Jack Okey oblag die künstlerische Leitung. Orry-Kelly war für das Kostümbild zuständig. Leo F. Forbstein dirigierte das Vitaphone-Orchester.

### Besetzung
In kleinen nicht im Abspann erwähnten Nebenrollen traten Oscar Apfel als Mr. Armstrong, Bess Flowers, Selmer Jackson, Wilfred Lucas und Guinn Williams als der Schwimmer Joe Holt auf.

## Synchronisation
Die deutsche Synchronfassung entstand 1992 im Auftrag der Interopa Film unter der Dialogregie von Heinz-Jürgen Bernhard, der auch das Dialogbuch schrieb.
| Rolle          | Schauspieler   | Deutscher Synchronsprecher |
| -------------- | -------------- | -------------------------- |
| Joe Holt       | Joe E. Brown   | Lutz Mackensy              |
| Alice Brandon  | Ginger Rogers  | Katharina Gräfe            |
| Ed Dover       | Preston Foster | Peter Reinhardt            |
| Sam Wellington | Allen Hoskins  | Sebastian Schulz           |
| Harry Daniels  | Harry Gribbon  | Klaus Jepsen               |
| Tom Brandon    | Walter Walker  | Eric Vaessen               |

## Veröffentlichung
Die Premiere des Films fand am 18. November 1932 in New York statt. In der Bundesrepublik Deutschland wurde er am 8. Oktober 1996 im deutschen Fernsehen ausgestrahlt.

## Kritiken
Das Lexikon des internationalen Films schrieb: „Eine überdrehte Komödie, die von Situationskomik und der akrobatischen Körperbeherrschung ihres Hauptdarstellers lebt.“
Die Filmzeitschrift Cinema befand: „Köstlicher Slapstick.“
Der Kritiker des TV Guide sah einen Film, in dem Ginger Rogers gut gegen Joe E. Browns Slapstick anspiele.